# Pegnitz (řeka)
Pegnitz je řeka v Německu, v Bavorsku, která z jihu a z východu ohraničuje Franské Švýcarsko. Je zdrojnicí řeky Regnitz.

## Průběh toku
Pramen řeky, krasový vývěr v nadmořská výšce 425 m, se nachází v městě Pegnitz na východním svahu vrchu Schloßberg. Krátký potůček z pramene protéká městem a spojuje se s vodou jednoho z ramen říčky Fichtenohe, která po soutoku přebírá jméno Pegnitz.
Fichtenohe tak může být pokládána za zdrojinici nebo též horní tok řeky Pegnitz. Sama Fichtenohe má délku 22,59 km a pramení severně od Pegnitz v 580 m n. m. v polesí Lindenhardter Forst.
Zvláštností toku je mimoúrovňové křížení shybkou, kdy se v parku v Pegnitz kříží bývalé levé rameno Fichtenohe s říčkou Pegnitz. Na něj pak navazuje přírodní památka ponor pod horou Wasserberg, kterou řeka Pegnitz obtéká širokým obloukem, ale zbylé rameno Fichtenohe se na severním svahu hory Wasserberg u Röschmühle zanořuje do podzemí a vyvěrá o 320 m dál na jižním svahu hory a definitivně se připojuje k toku řeky Pegnitz.
Pegnitz pak teče jižním směrem přes Neuhaus a Velden, skrz přírodní park Fränkische Schweiz-Veldensteiner Forst a pak skrz vrchovinu Hersbrucker Alb a přes Hersbruck. Pak se Pegnitz stáčí k západu a teče přes Lauf a Nürnberg do Fürthu.
Severně od centra Fürthu, v nadmořské výšce 283 m spojuje své vody s řekou Rednitz a dává vzniknout řece Regnitz.

## Přítoky
K přítokům Pegnitz patří (směrem po toku dolů):
| Jméno                 | GKZ      | Délka v km | Směr přítoku | Místo soutoku                 | Poznámka |
| --------------------- | -------- | ---------- | ------------ | ----------------------------- | --- |
| Fichtenohe            | 24221000 | 22,59      | zleva        | Pegnitz                       | Místním jménem Fichtenohe, hlavním jménem Pegnitz.                                                                           |
| Flembach              | 24222000 | 1,43       | zleva        | Auerbach in der Oberpfalz     | Soutok potoků Fenkenwaldbach a Goldbrunnenbach tvoří krátký potok Flembach. Jeho ústí se nachází v městské části Michelfeld. |
| Hirschbach (Wildbach) | 24223800 | 12,40      | zleva        | Pommelsbrunn                  | Ústí se nachází v městské části Eschenbach.                                                                                  |
| Högenbach             | 24224000 | 10,37      | zleva        | Pommelsbrunn                  | |
| Happurger Bach        | 24225200 | 11,04      | zleva        | Happurg                       | |
| Sittenbach            | 24225400 | 10,79      | zprava       | Hersbruck                     | Ústí se nachází v městské části Altensittenbach.                                                                             |
| Hammerbach            | 24225600 | 11,76      | zleva        | Henfenfeld                    | |
| Sandbach              | 24225920 | 7,13       | zleva        | Reichenschwand                | |
| Schnaittach           | 24226000 | 14,59      | zprava       | Ottensoos/Neunkirchen am Sand | Ústí se nachází na hranici obcí Ottensoos a Neunkirchen am Sand.                                                             |
| Röttenbach            | 24227200 | 9,56       | zprava       | Neunkirchen am Sand           | |
| Bitterbach            | 24227400 | 6,27       | zprava       | Lauf an der Pegnitz           | |
| Röthenbach            | 24228000 | 16,86      | zleva        | Röthenbach an der Pegnitz     | |
| Langwassergraben      | 24229320 | 5,98       | zprava       | Nürnberg-Laufamholz           | |
| Tiefgraben            | 24229340 | 6,96       | zprava       | Nürnberg-Erlenstegen          | |
| Goldbach              | 24229392 | 7,40       | zleva        | Nürnberg-Wöhrd                | |

## Fotografie

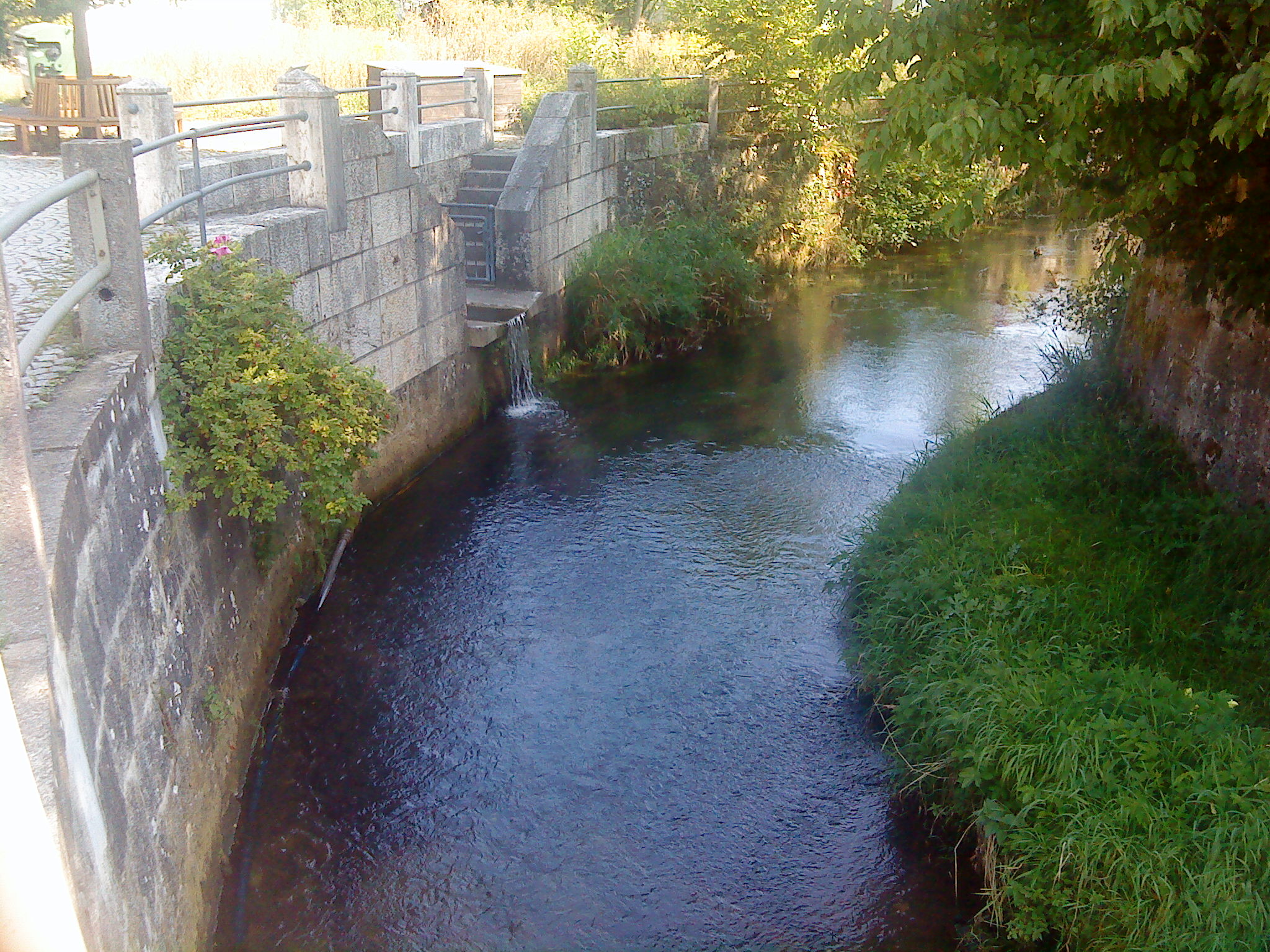
Soutok Pegnitz (vodopád zleva) a Fichtenohe (zprava)
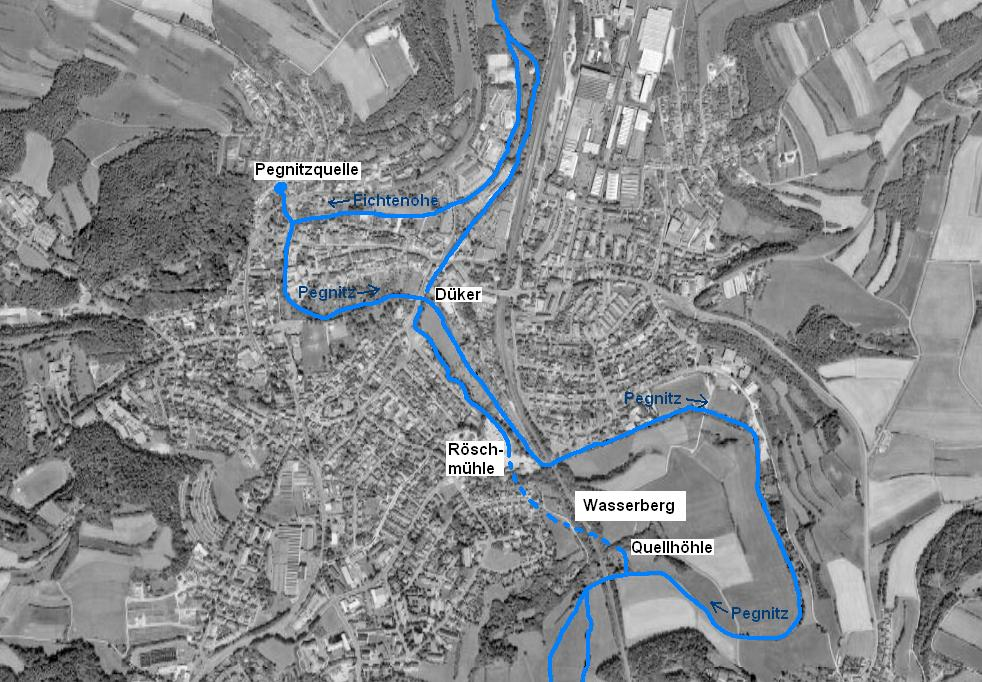
Schéma soutoku Pegnitz a Fichtenohe
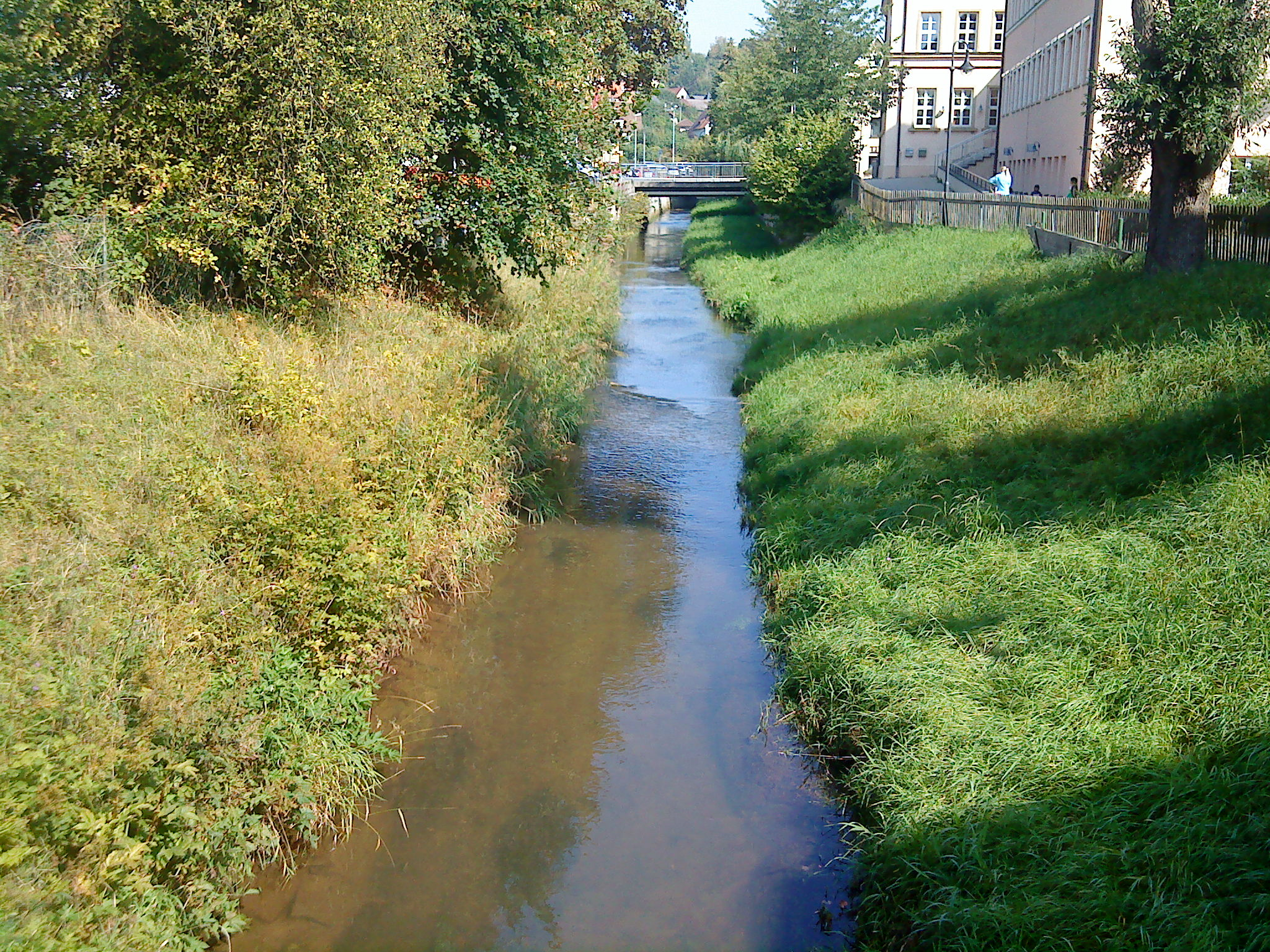
Pegnitz po soutoku s pravým ramenem Fichtenohe
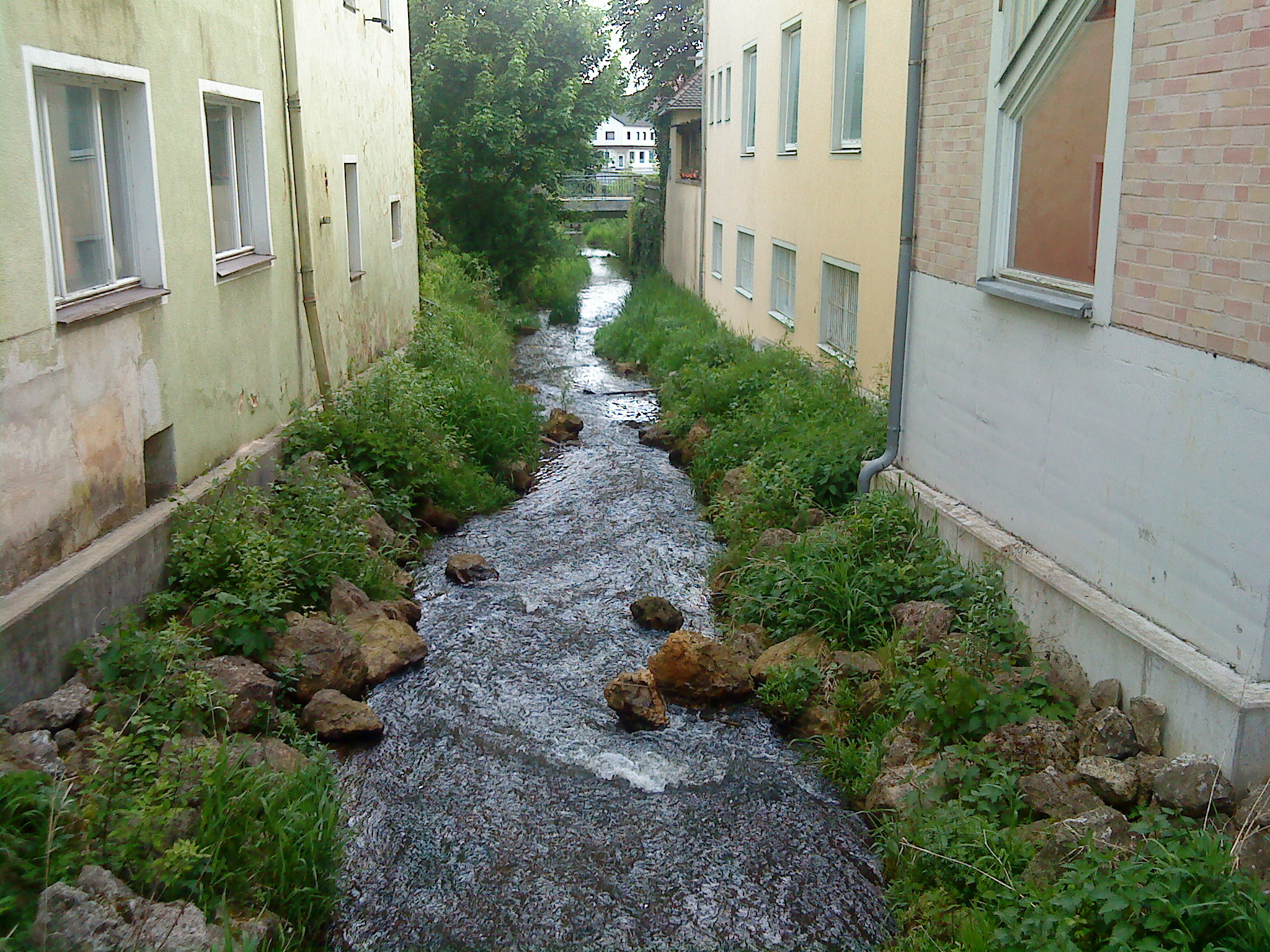
Levé rameno Fichtenohe protékající městem Pegnitz
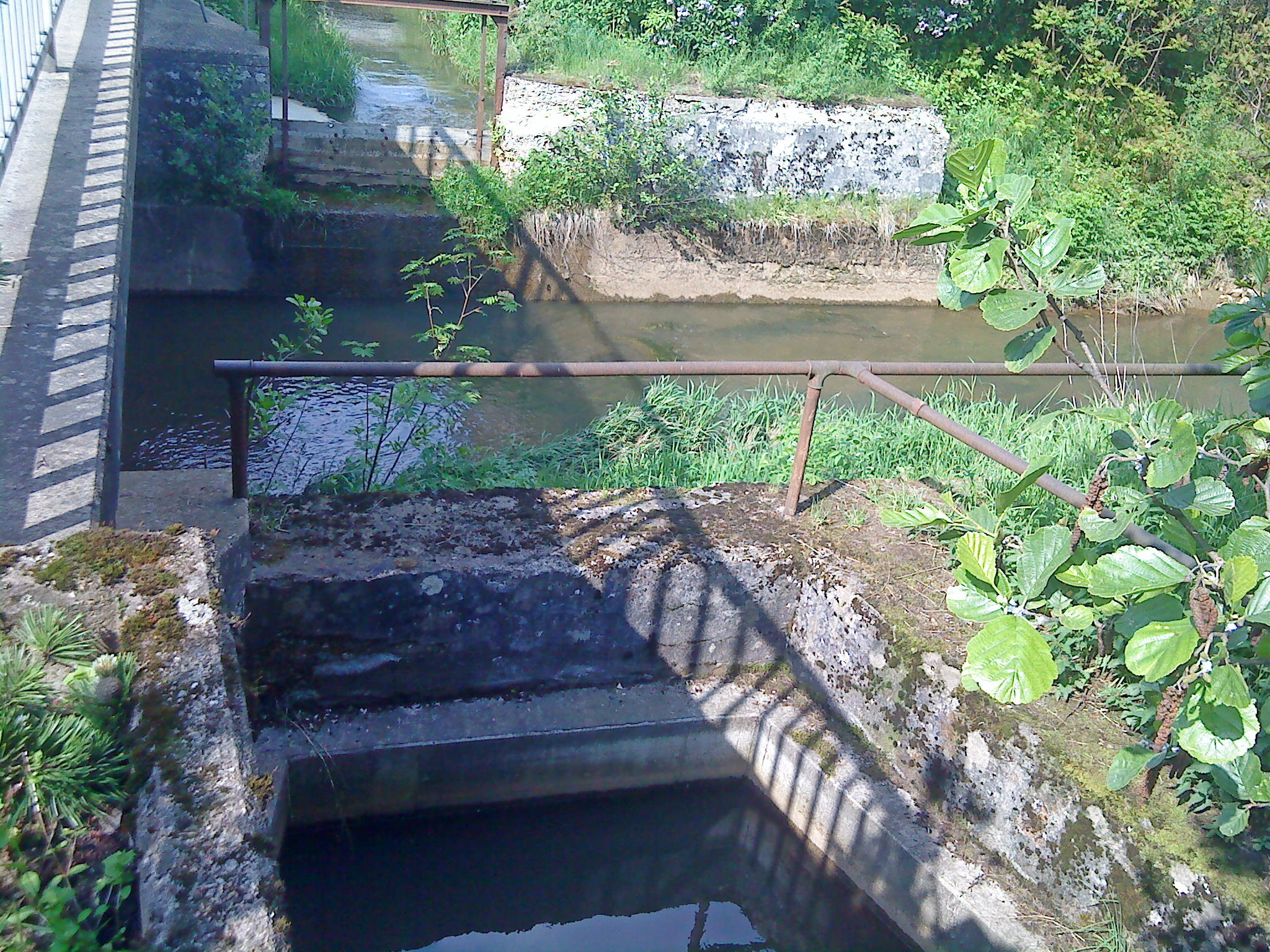
Mimoúrovňové křížení levého ramena Fichtenohe s říčkou Pegnitz
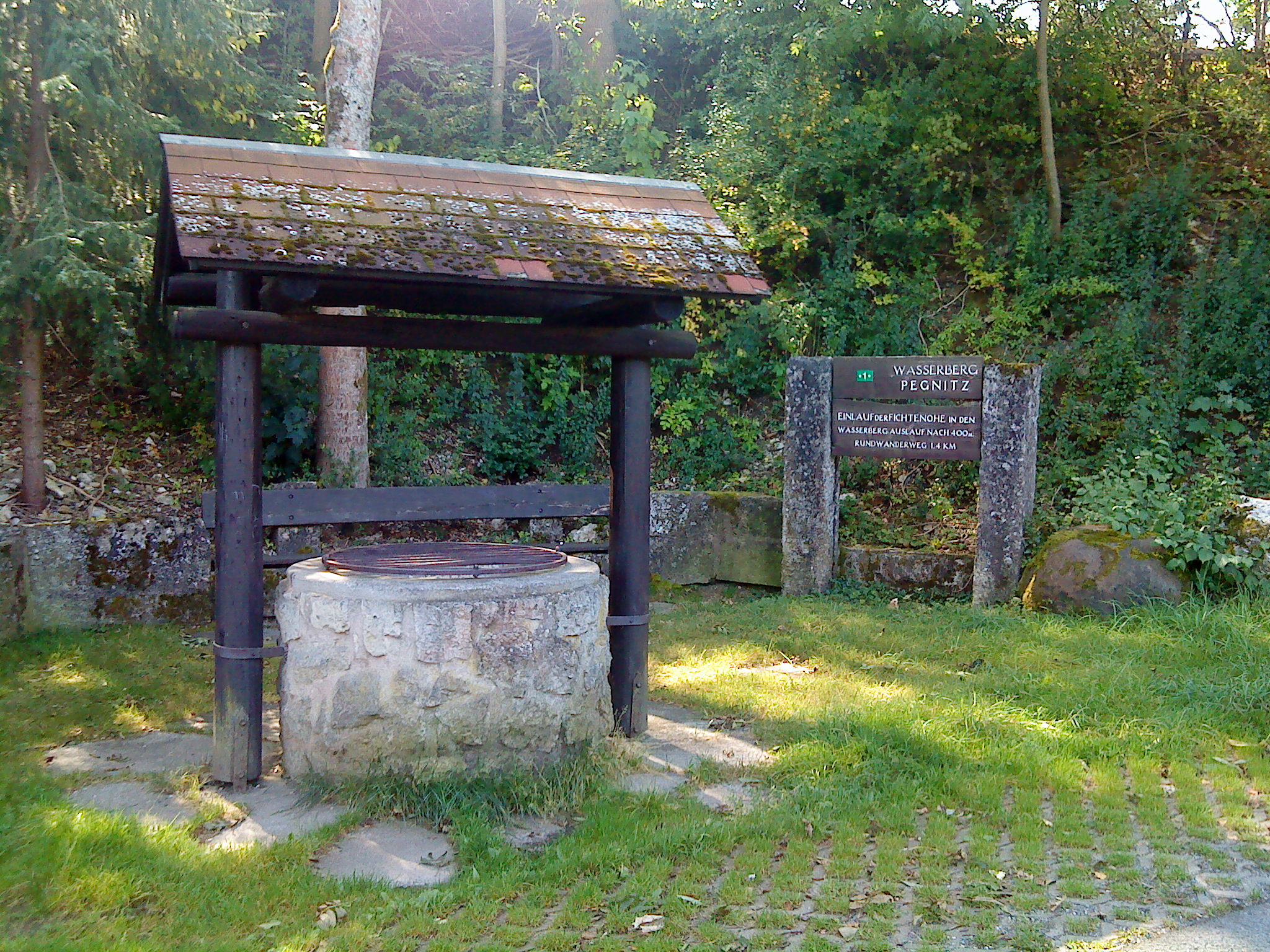
Místo ponoru Fichtenohe pod horou Wasserberg
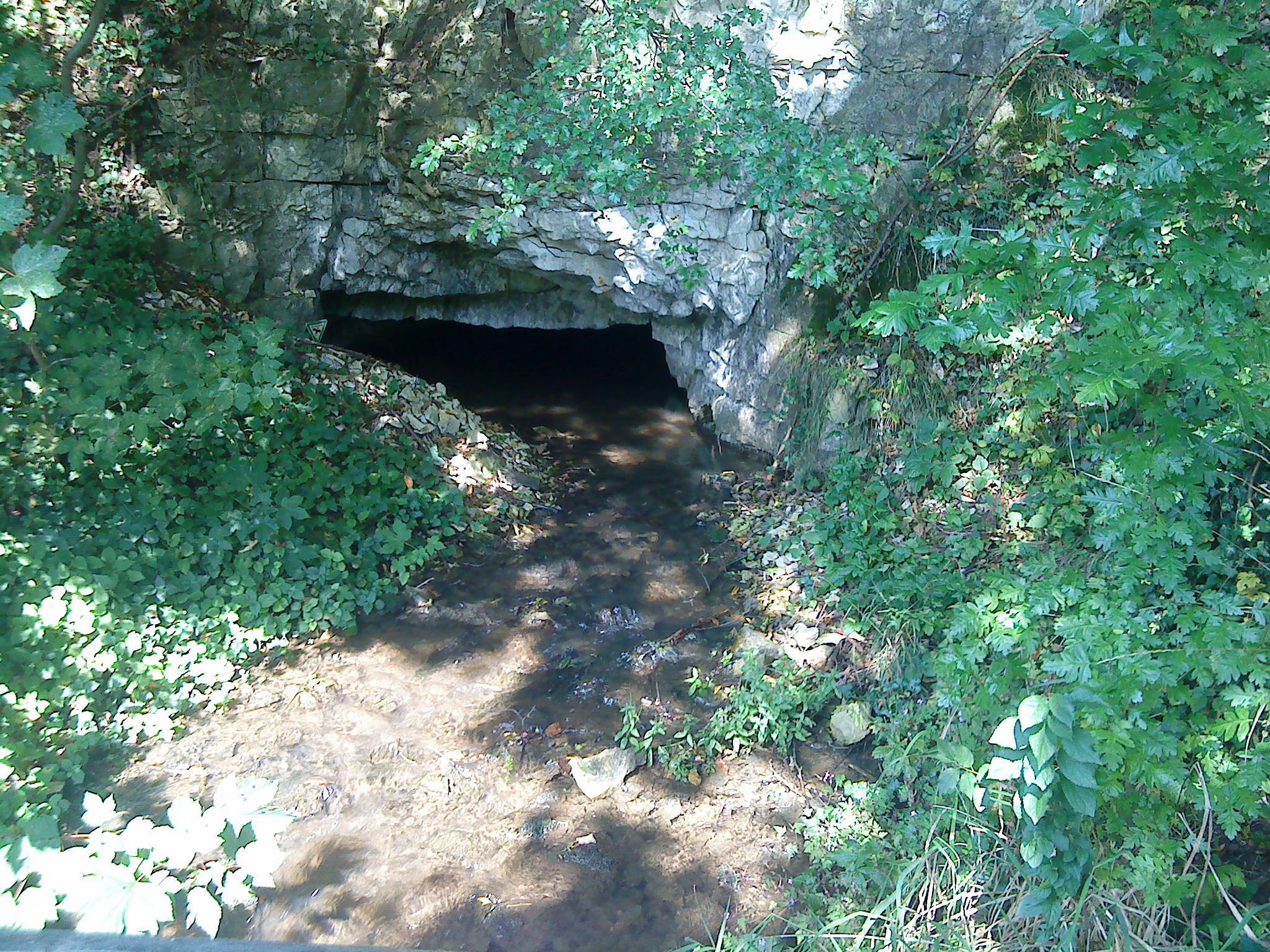
Vývěr Fichtenohe z hory Wasserberg
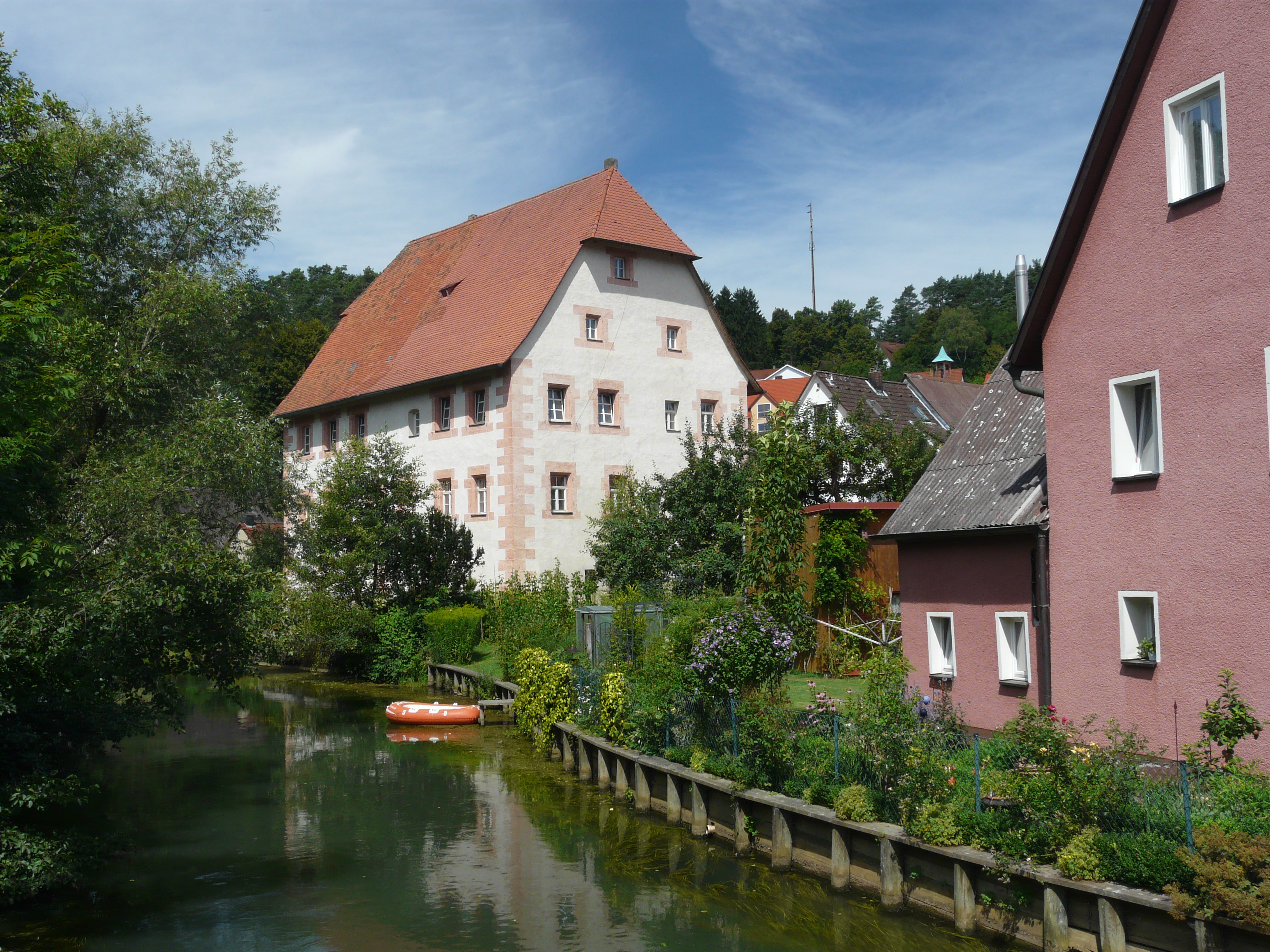
Pegnitz protékající Veldenem
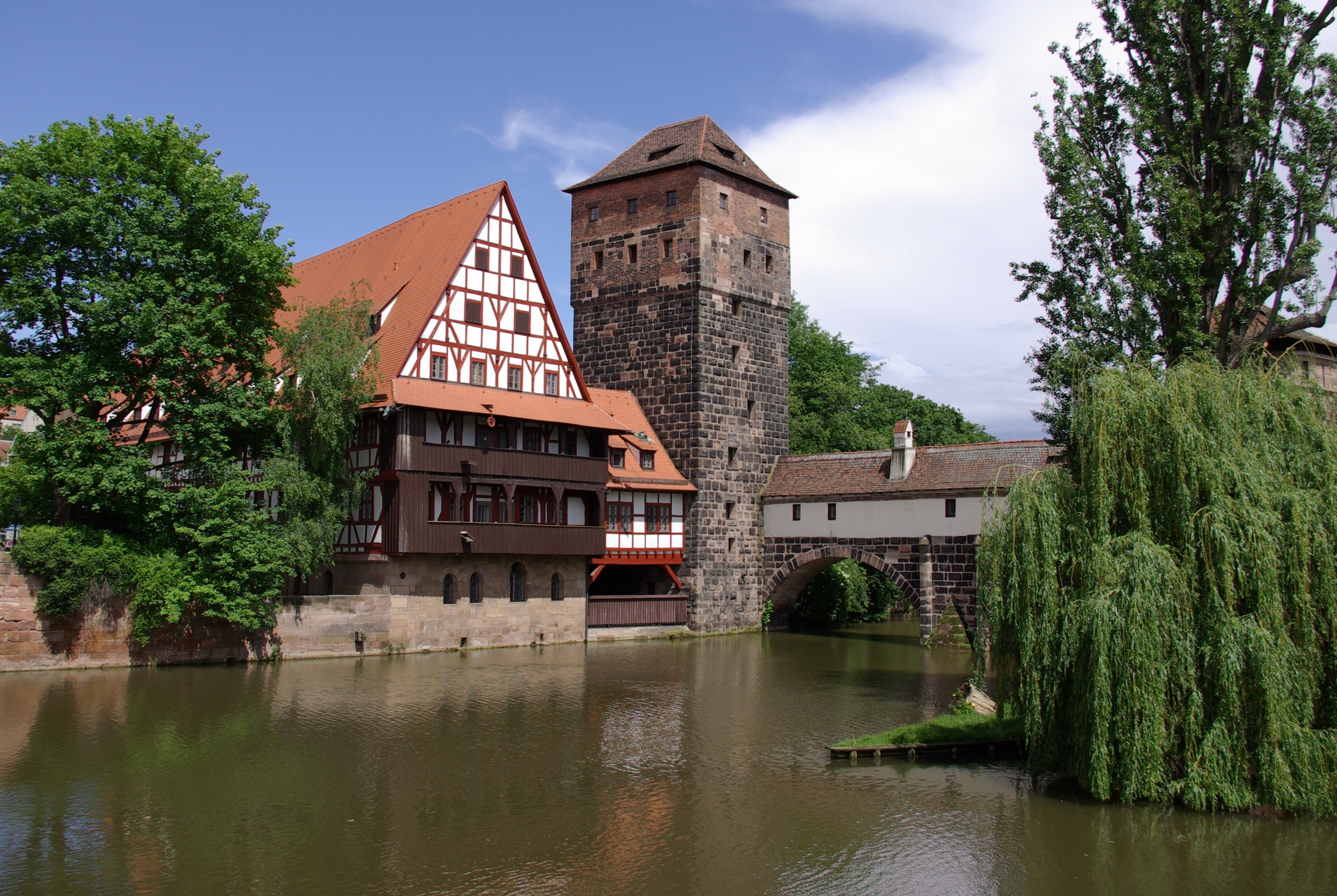
Pegnitz a věž opevnění Wasserturm v Norimberku
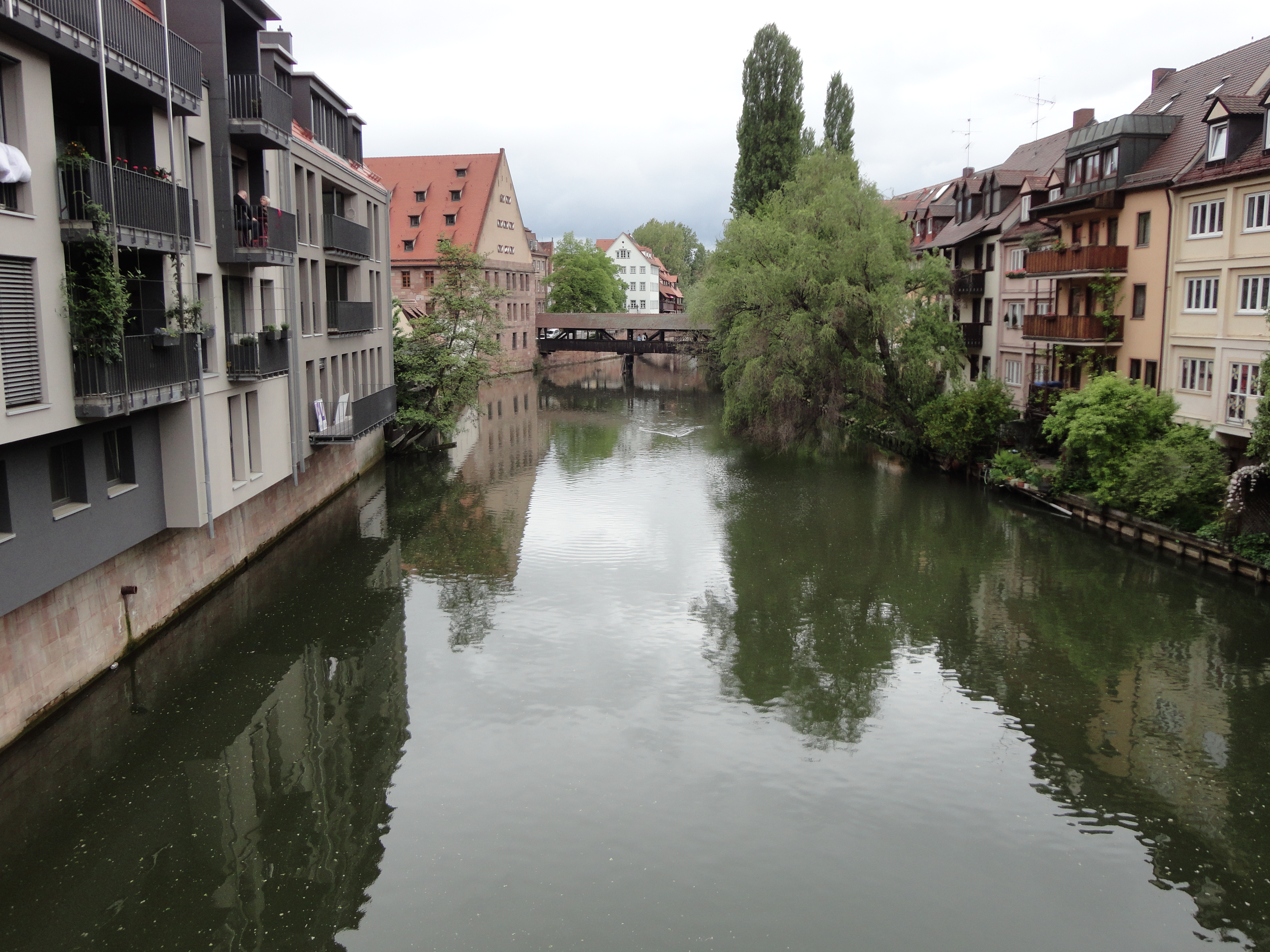
Jedno z ramen Pegnitz protékající Norimberkem